# Sougueur
Sougueur, en arabe : السوقر, toponymique (Ain Sugour ou Ain Soukour ; par rapport à la fauconnerie ; également appelé Djbel el-Nador (جبل الناظور)) est une ville algérienne connue par son marché de bestiaux qui est le second après celui de El Harrach.

## Histoire

### Époque coloniale française
La décision de créer un centre de peuplement au lieu dit Souggeur est prise par arrêté du 21 décembre 1881 mais les travaux de première installation sont réalisés seulement en 1893. Le centre est nommé Trézel en 1890 et agrandi en 1914. Il est érigé en commune de plein exercice par arrêté du 28 septembre 1946. La commune est rattachée au département de Tiaret en 1956.

## Géographie
Sougueur est la plus grande daïra de la wilaya avec une superficie de plus de 257 km2 et une population de 180 000 habitants soit une densité presque 209 hab/km2.

## Personnalités liées à la ville
- Isidore Partouche (1931-2025) fondateur du groupe Partouche
- Djamel Sedjati (1999-) athlète algérien spécialiste du 800 mètres.
- Khalil Semahi (1995-)  footballeur algérien